# Ezónidas
Los ezónidas (en alemán: Ezzonen, en francés: Ezzonides) fueron una dinastía lotaringia que se remonta hasta el siglo IX. Lograron destacar sólo en el siglo XI, a través del matrimonio con la dinastía otoniana del Sacro Imperio. Reciben su nombre por Ezzo, conde palatino de Lotaringia desde 1015 hasta 1034, dominaron la política en el Rin medio y bajo y usualmente representaron los intereses reales. Bajo los emperadores salios, incluso brevemente tuvieron los ducados de Suabia, Carintia y Baviera.
Los ezónidas aparecen primero con Erenfredo I (866-904), conde del Bliesgau, Keldachgau, y Bonngau, y quizás también del Charmois. Puede que tuviera antepasados carolingios, aunque algunos historiadores prefieren relacionarlo con los antiguos reyes turingios. El ascenso político de la dinastía ezónida se convierte en históricamente visible con el número de condados que adquirieron en la segunda mitad del siglo X. Gobernaron la mayor parte de los condados renanos y recibieron con el tiempo el estatus de palatino sobre los otros condes del distrito. A pesar de sus logros militares al servicio de los emperadores, los ezónidas no tuvieron éxito a la hora de construir una entidad territorial en Lotaringia.

## Condes palatinos de Lotaringia

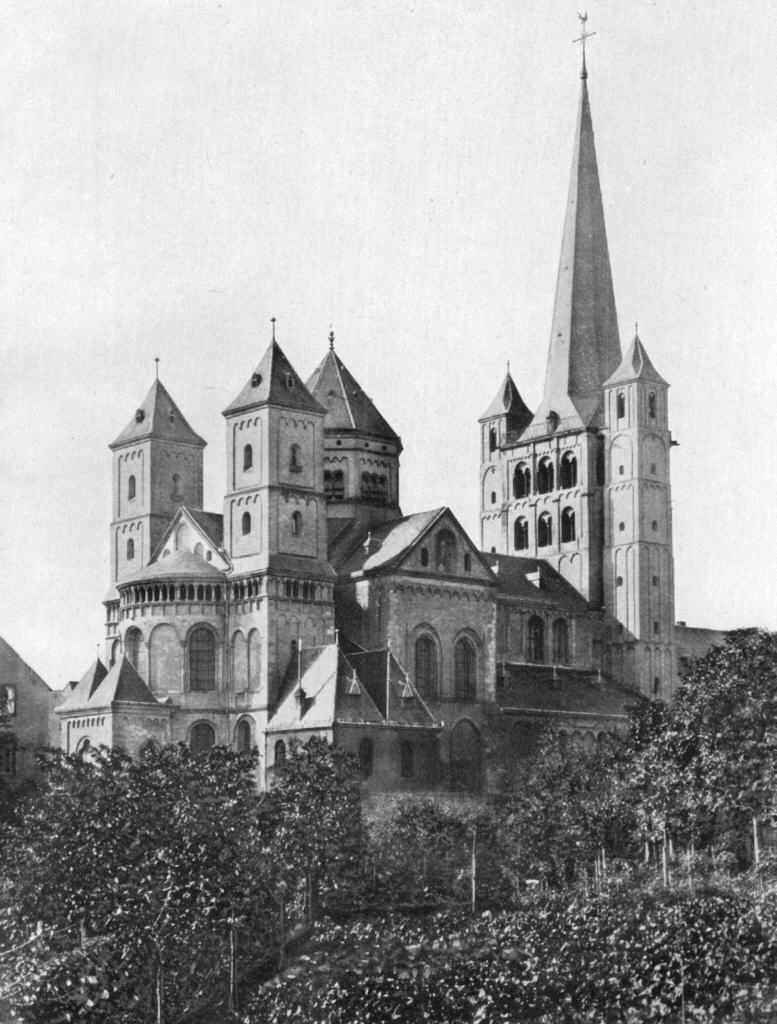
La abadía de Brauweiler fue fundada por Ezzo, conde palatino de Lotaringia.

- Germán I, conde palatino de Lotaringia.
- Ezzo, conde palatino de Lotaringia (1015-1034). Según la crónica de Brauweiler, fracasó a la hora de suceder a la monarquía después de la muerte del emperador Otón III (983-1002) en una rivalidad con el duque Enrique II de Baviera (1002-1024). La guerra de sucesión entre Ezzo y Enrique II siguió durante más de diez años. Los dos hombres llegaron a un acuerdo después de una batalla en Odernheim en 1011.  Kaiserswerth, Duisburgo y los territorios imperiales que lo rodeaban fueron entregados en feudo a Ezzo por su renuncia al trono (después de 1016). Cuando la corona alemana pasó de los otonianos a los salios en 1024, los ezónidas siguieron siendo neutrales, aparentemente después de un acuerdo entre Ezzo y Conrado II (1024-1039).
- Otón I, conde palatino de Lotaringia (1035-1045) y duque de Suabia (1045-1047). En 1045, después de una exitosa campaña contra el conde rebelde de Flandes, el margrave de Valenciennes y Ename, Otón recibió el ducado de Suabia, a cambio sin embargo por las ciudades de Kaiserswerth y Duisburgo, que volvieron a la corona. Al mismo tiempo, el palatinado de Lotaringia pasó a su sobrino.
- Enrique I, conde palatino de Lotaringia (1045-1060, †1061), hijo del conde Hezzelin I (1020-1033), quien era un hermano de Ezzo.
- Germán II, conde palatino de Lotaringia (1064-1085), conde del Ruhrgau, Zulpichgau y Brabante. Su poder territorial se vio muy reducido por su tutor, Anno II de Colonia. Se asume que Germán fue el último de los ezónidas. Después de su muerte en Dalhem el 20 de septiembre de 1085, el Palatinado de Lotaringia fue suspendido. Su viuda se volvió a casar con el primer conde palatino del Rin, Enrique de Laach.

La línea ezónida probablemente sobrevivió en los condados de Limburgo-Stirum, quien se cree que desciende de Adolfo I de Lotaringia, el hijo más joven de Germán I.

## Otros ilustres ezónidas

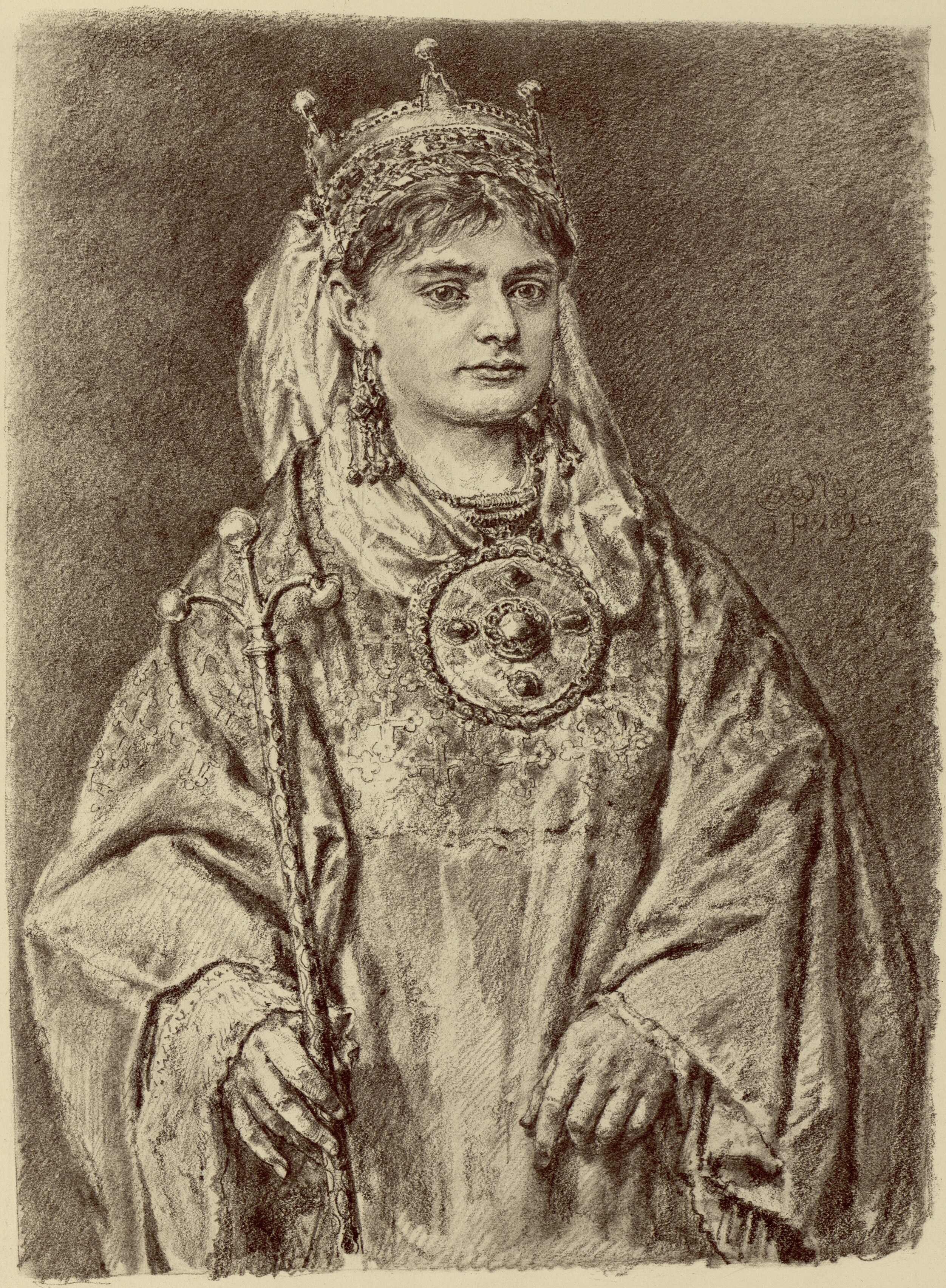
Riquilda de Lotaringia.

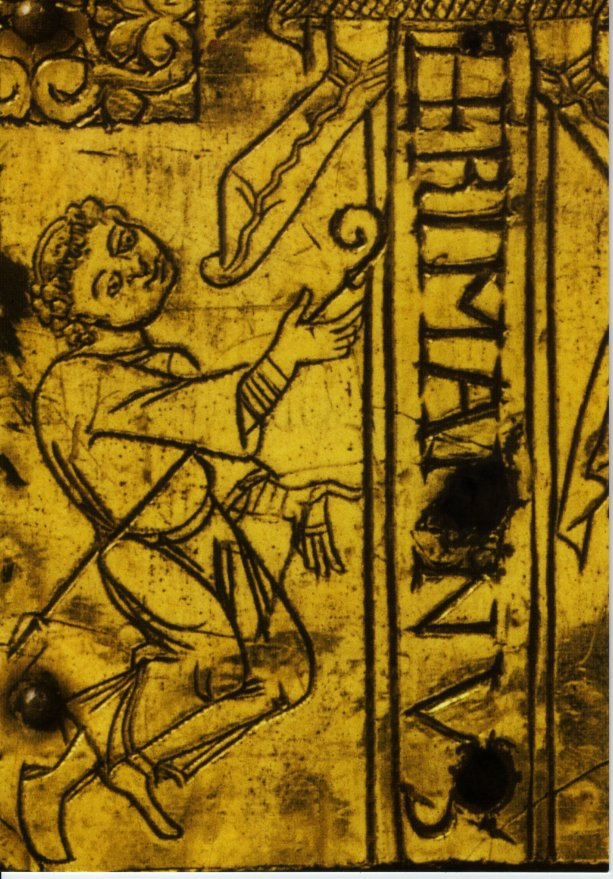
Germán II, arzobispo de Colonia

- Riquilda de Lotaringia, reina de Polonia (Beata Riquilda de Lotaringia, cuya festividad se celebra por la iglesia católica el 21 de marzo), esposa de Miecislao II Lampert rey de Polonia.
- Conrado I, duque de Baviera, heredero de Enrique III del Sacro Imperio Romano Germánico, murió en el exilio después de un intento de asesinar al emperador y tomar el trono.
- Conrado III, duque de Carintia.
- Germán I, arzobispo de Colonia, canciller del rey Zuentiboldo de Lotaringia.
- Germán II, arzobispo de Colonia y canciller para Italia.